# XXV з'їзд Комуністичної партії Латвії
XXV з'їзд Комуністичної партії Латвії — з'їзд Комуністичної партії Латвії, що відбувся в три етапи 6—7 квітня, 9 червня, 1 грудня 1990 року в місті Ризі.

## Порядок денний з'їзду
1. Звіт ЦК КПЛ
2. Звіт Ревізійної Комісії КПЛ
3. Вибори керівних органів КПЛ

## Керівні органи партії
На Першому етапі з’їзду обрано 105 членів ЦК КПЛ та 37 членів Центральної контрольно-ревізійної комісії КПЛ.

### Члени Центрального комітету КП Латвії
- Аболтіньш Едуард Едуардович — секретар Ризького міськкому КПЛ
- Алксніс Віктор Імантович — військовослужбовець
- Андріанов В.І. — секретар парткому Лієпайського виробничого текстильно-галантерейного об’єднання «Лаума»
- Антон Юрій Г. — секретар парткому Лієпайського загальнобудівельного тресту — 1-й секретар Лієпайського міськкому КПЛ
- Афендик Віктор Леонідович — секретар парткому Ризького виробничого об’єднання «Альфа»
- Баранов В.П. — шліфувальник Ризького заводу промислових роботів
- Барташевич Анатолій Олександрович — голова Резекненської міжгосподарської будівельної організації
- Березуцький Вадерій Петрович — військовослужбовець
- Бескровнов Сергій А. — секретар парткому Даугавпілсського загальнобудівельного тресту
- Бєлайчук Анатолій Костянтинович — начальник Латвійського управління цивільної авіації
- Бєлуха Андрій Миколайович — 1-й секретар Пролетарського райкому КПЛ міста Риги
- Бітлер Ірена Августівна — директор Ризької середньої школи №7
- Большаков Микола Павлович — заступник директора Ризького вагонобудівного заводу
- Брокан Владислав Янович — головний редактор журналу «Коммунист Советской Латвии»
- Буйлов Микола Михайлович — заступник генерального директора виробничого об’єднання «Латрибпром»
- Бука Станіслав Анатолійович —заступник начальника Головного управління вищої освіти Міністерства народної освіти Латвійської РСР
- Варваренко В.А. — заступник начальника Вентспілсського морського торгового порту
- Варнас Вітаутас Павлович — 1-й секретар Балвського райкому КПЛ
- Васильонок Андрій Євгенович — редактор газети «Советская Латвия»
- Відавський Олексій Антонович — голова Даугавпілсського міськвиконкому
- Волобуєв В.Т. — начальник політвідділу з’єднання військ ППО Прибалтійського військового округу, полковник
- Гапоненко Валентин Костянтинович — начальник військ Червонопрапорного Прибалтійського прикордонного округу
- Гараєв Ігор Олександрович — 1-й секретар Ленінського райкому КПЛ міста Риги
- Горбунов Анатолій Валер'янович  — голова Президії Верховної ради Латвійської РСР
- Гриженков Михайло Якович — заступник директора заводу «Єлгавсільмаш»
- Гусєв Микола Іванович — начальник Латвійської республіканської митниці
- Даукшис Себастьян-Валентин Болеславович — прокурор Латвійської РСР
- Дзениш А.А. —директор радгоспу «Цирма» Лудзенського району
- Дзірланк Ольгерт Курбатович — 1-й заступник прокурора Прибалтійської транспортної прокуратури
- Діманс Сергій Леонідович — доцент Латвійського державного університету
- Дмитрієв Юрій Миколайович — 1-й секретар Краславського райкому КПЛ
- Домбровська Єлизавета Маріянівна — електромонтер державно-виробничого кооперативу «Ригас цементнієкс»
- Дуда Яніс Болеславович — військовий комісар Латвійської РСР, генерал-майор
- Егліт Едгар Петрович — секретар парткому Латвійського морського пароплавства
- Єгоров Олег Васильович — слюсар Ризького заводу «Старс»
- Єхансон Едмунд Волдемарович — голова Комітету державної безпеки Латвійської РСР
- Жарков Володимир Віталійович — 1-й секретар Даугавпілсського міськкому КПЛ
- Зінченко Олег Володимирович — член Військової ради — начальник Політичного управління Червонопрапорного Прибалтійського військового округу  – виведений 20.04.1991
- Зотчик Юрій Єгорович — голова профкому виробництва вузлів комутаційної техніки ризького виробничого об’єднання ВЕФ
- Іванов В.Я. — секретар парткому Вентспілсського припортового заводу
- Іванов І.Н. — капітан теплоходу «Сухе-Батор» Латвійського морського пароплавства
- Казаков О.А. — докер-механізатор Ризького морського торгового порту
- Калініна Людмила Матвіївна — вчителька Ризької середньої школи №5 імені Зенти Озоли
- Калнінь Я.Я. —начальник відділу виробничого об’єднання «Ризький електромашинобудівний завод»
- Карєв Олександр Микитович —директор Даугавпілсського заводу приводних ланцюгів
- Каулс Алберт Ернестович — голова агрофірми «Адажі» Ризького району
- Клауцен Арнольд Петрович — 1-й секретар Ризького міськкому КПЛ
- Колосов В.В. — старший науковий співробітник Інституту фізики Академії наук Латвійської РСР
- Кондуров Валентин Сергійович — керуючий тресту «Мостобуд-5» Міністерства транспортного будівництва СРСР
- Кононов А.В. — секретар парткому Ризького науково-дослідного інституту радіоізотопного приладобудування
- Кролс В.Я. — голова Даугавпілсського  райвиконкому
- Круковський Едуард Йосипович — генеральний директор виробничого об’єднання «Техноприлад»
- Крумінь Віктор Михайлович — голова Республіканської ради ветеранів війни і праці
- Крупко Анатолій Степанович —виконавчий директор Асоціації промислових підприємств Ленінградського району міста Риги
- Крустинсон Марта Мартинівна — персональний пенсіонер, член партії з 1912 року
- Кузьмін Федір Михайлович — командувач військ Червонопрапорного Прибалтійського військового округу, генерал-полковник
- Кукель Павло Костянтинович — генеральний директор виробничого об’єднання «Юрмала»
- Ланцерс Ян Августович — голова Асоціації будівництва і промисловості будівельних матеріалів «Латвіяс целтнієкс»
- Лоскутов Геннадій Миколайович — завідувач відділу організаційно-партійної і кадрової роботи ЦК КПЛ
- Лялін Юрій Андріанович — 1-й секретар Ленінградського райкому КПЛ міста Риги
- Мантульников Олег Миколайович — завідувач організаційного відділу — 2-й секретар Лієпайського міськкому КПЛ
- Марущак Сергій Павлович — секретар парткому Ризького відділення Прибалтійської залізниці
- Матюшонок Геннадій Федорович — секретар Єлгавського міськкому КПЛ
- Мейстарс В.Я. — штампувальник дослідного заводу Ризького НВО «Автотранспроцес»
- Міллер Вісваріс Оттович —директор Інституту філософії і права Академії наук Латвійської РСР
- Місан Айгар Петрович — інструктор ідеологічного відділу ЦК КПРС
- Місуркін Олег Григорович —1-й заступник голови Ради міністрів Латвійської РСР
- Могилін Олександр Володимирович — секретар парткому Ризького виробничого об’єднання ВЕФ імені Леніна
- Мошенко Олег Анатолійович —начальник Прибалтійської залізниці
- Нефедов Петро Федорович — генеральний директор Ризького виробничого об’єднання «Латвія»
- Новиков В.І. — директор правління державно-кооперативного підприємства, паперово-картонної фабрики «Югла»
- Островска Ілзе Карлівна — лектор ЦК КПЛ
- Панасенко В'ячеслав Іларіонович — проректор Ризького Червонопрапорного інституту інженерів цивільної авіації імені Ленінського комсомолу
- Парфенов Н.І. — токар заводу «Еллар»
- Потєхін О.Є. — шліфувальник Єкабпілсського філіалу ризького заводу «Автоелектроприлад»
- Потрекі Оярс Дмитрович — професор Латвійського державного університету
- Прокоф'єв Іван Калинович — 1-й секретар Октябрського райкому КПЛ міста Риги
- Ратников Андрій Володимирович — секретар парткому «Ригапромбуд» —  секретар Кіровського райкому КПЛ міста Риги
- Римашевський Володимир Францович —1-й заступник голови Ради міністрів Латвійської РСР, 2-й секретар ЦК КПЛ
- Рогаль Михайло Федорович — начальник Ризької ГЕС
- Романов П.І. — 1-й секретар Прейльського райкому КПЛ
- Рубен Юрій Янович — консультант інженерного центру «Дельта» інституту Держплану Латвійської РСР
- Рубікс Альфред Петрович — 1-й секретар ЦК КПЛ
- Рудзітіс Юріс Волдемарович — директор 2-ї ризької лікарні
- Сафонов Анатолій Вікторович — інженер-конструктор окремого конструкторського бюро «Імпульс» виробничого об’єднання «Комутатор»
- Селезньов Олександр Петрович — заступник командира - начальник політвідділу бригади ракетних кораблів Червонопрапорного Балтійського флоту
- Сергєєва Ніна Федотівна — ткаля Ризького виробничого бавовняного об’єднання «Ригас мануфактура»
- Сердюков Володимир Леонідович — секретар парткому Управління внутрішніх справ Ризького міськвиконкому
- Сілінь А.А. — голова Латвійської республіканської ради професійних спілок
- Степанко О.А. — бригадир Даугавпілсського виробничого об’єднання «Хімволокно»
- Строганов Пилип Феоктистович — 1-й секретар Лудзенського райкому КПЛ
- Тарвід А.М. — голова служби технічного контролю Резекненського заводу доїльних установок
- Терехов Василь Семенович — 2-й секретар Ризького міськкому КПЛ
- Тимченко Володимир Павлович — командувач 15-ї повітряної армії, член Військової ради Червонопрапорного Прибалтійського військового округу, генерал-лейтенант авіації
- Трубіньш Яніс Янович — заступник голови Комітету державної безпеки Латвійської РСР
- Урбанович Яніс Владиславович — 1-й секретар ЦК ЛКСМ Латвії
- Хеніньш Артур Оскарович — заступник редактора газети «Циня»
- Херманіс В.В. — машиніст сортувального депо станції Гулбене
- Чуракова Н.А. — інженер-технолог виробничого об’єднання «Радіотехніка», секретар цехової парторганізації
- Шаліна Алевтина Сигісмундівна — секретар партійної організації проєктного інституту «Латгіпропром»
- Шкіль Борис Іванович — бригадир Ризького дизелебудівного заводу
- Штейнберг Валентин Августович — голова правління товариства «Знання» Латвійської РСР
- Штейнбрік Бруно Якович — міністр внутрішніх справ Латвійської РСР
- Щербаков Святослав Іванович — 1-й секретар Московського райкому КПЛ міста Риги
- Яндулін В.І. — 2-й секретар Резекненського міськкому КПЛ
- + Скуїнь Інарт Юлійович — секретар ЦК КПЛ – кооптований 12.04.1990
- + Белявнієкс Юлій Августович — директор радгоспу «Мадлієна» Огрського району – дообраний 1.12.1990
- + Бочаров Станіслав Дмитрович — 1-й секретар Добельського райкому КПЛ – дообраний 1.12.1990
- + Гродзицький А.А. — інспектор об’єднання народної освіти Резекненського райвиконкому – дообраний 1.12.1990
- + Еглітіс В.В. — старший науковий співробітник Інституту філософії і права Академії наук Латвійської РСР – дообраний 1.12.1990
- + Невицький Артур Артурович — завідувач інформаційного центру ЦК КПЛ – дообраний 1.12.1990
- + Ратнієкс Едмунд Янович — голова Республіканської ради ветеранів війни і праці – дообраний 1.12.1990
- + Квіте Малда Ф. — редактор газети «Циня» – дообрана 1.12.1990
- + Стефанович Віктор Андронікович — редактор газети «Советская Латвия» – дообраний 1.12.1990
- + Фрейманіс Х.М. —директор Юрмальського санаторію «Ризька затока» – дообраний 1.12.1990
- + Вакар Віктор Костянтинович — начальник військово-політичного управління — заступник командувача військ Червонопрапорного Прибалтійського військового округу  – дообраний 20.04.1991

### Члени Центральної контрольно-ревізійної комісії КПЛ
- Акментінь Волдемар Янович — завідувач загального відділу ЦК КПЛ
- Александров Н.І. — слюсар-електромонтажник Ризького вагонобудівного заводу – виведений 1.12.1990
- Баркан І.С. — секретар парткому Ризького виробничого об’єднання «Ригас текстиле»
- Блюм Віктор Адольфович — персональний пенсіонер
- Бобилєв Володимир Н. — військовослужбовець, полковник
- Богданов Юрій Миколайович — секретар парткому виробничого об’єднання «Ризький електромашинобудівний завод»
- Бородулін М.Л. —лікар Резекненської центральної районної лікарні
- Брісс Леон Язепович — голова партійної комісії при Єлгавському міськкомі КПЛ
- Васильєв В.А. —доцент Даугавпілсського педагогічного інституту
- Власов В.К. — завідувач Будинку політпросвіти ЦК КПЛ у Ризі
- Волятовська Раїса Павлівна —оператор Ризького виробничого швейного об’єднання «Латвія»
- Вощенко Валентин Васильович — слюсар Ризької бази тралового і рефрижераторного флоту
- Джепаров С.А. — начальник Лієпайської бази «Океанрибфлот»
- Дзеніс А.П. — начальник відділу фельд’єгерської служби при Міністерстві зв’язку Латвійської РСР
- Дубров Ю.Г. —директор комбінату побутового обслуговування Валмієрського району
- Жданок Тетяна Аркадіївна — доцент Латвійського державного університету
- Жилін Дмитро Дмитрович — секретар парткому Ризького виробничого об’єднання «1 Майс»
- Жук Я.Л. — начальник відділу Комітету державної безпеки по Прибалтійському військовому округу
- Звідріньш В.А. — голова колгоспу «Столерово» Резекненського району
- Іванова Галина Сергіївна — секретар парткому виробничого бавовняного об’єднання «Ригас мануфактура»
- Іоксте Регіна Костянтинівна — 1-й заступник голови правління товариства «Знання» Латвійської РСР
- Невицький Артур Артурович — заступник міністра торгівлі Латвійської РСР – виведений 1.12.1990
- Орлов Анатолій Іванович — голова районного агропромислового об’єднання «Краслава»
- Павлов Дмитро Іванович — голова Ленінградського райвиконкому міста Риги
- Пальора Степан Степанович — голова Центральної контрольно-ревізійної комісії КПЛ – звільнений 1.12.1990
- Парфенов Валерій Павлович — 2-й секретар ЦК ЛКСМ Латвії – виведений 1.12.1990
- Прауде Альберт Володимирович — 1-й заступник голови правління Латвійського республіканського банку Держбанку СРСР
- Пурмалс Юрій Сергійович — старший науковий співробітник Інституту історії партії при ЦК КПЛ
- Ратнер І.Б. — військовослужбовець
- Рейнієкс Андріс Карлович — 1-й заступник прокурора Латвійської РСР
- Рожанський М.Ф. — директор заводу «Спецстальконструкція»
- Ромашов Геннадій Федорович — старший викладач Ризького вищого військово-політичного училища імені Бірюзова
- Самсонов Л.А. — наладчик виробничого об’єднання «Радіотехніка»
- Семенов С.І. — голова Дорпрофсожу Прибалтійської залізниці
- Стефанович Віктор Андронікович — заступник редактора газети «Советская Латвия» – виведений 1.12.1990
- Ульяньонок В.Є. — секретар парткому Слоцького целюлозно-паперового заводу – виведений 1.12.1990
- Чепульонок І.Ф. — секретар Даугавпілсського райкому КПЛ
- + Гертманіс В.С. — голова контрольно-ревізійної комісії Прейльського райкому КПЛ – дообраний 1.12.1990
- + Курпнек Гунар Іванович — головний редактор журналу «Горизонт» – дообраний 1.12.1990
- + Литвиненко Олексій Леонтійович — голова виконкому Об’єднаної ради трудових колективів республіки – дообраний 1.12.1990
- + Позняк Г.С. — старший майстер Ризького вагонобудівного заводу  – дообраний 1.12.1990
- + Сухачов А.І. — бригадир електриків юрмальського пансіонату «Лієлупе» – дообраний 1.12.1990
- + Варнас Вітаутас Павлович — голова Центральної контрольно-ревізійної комісії КПЛ, заступник завідувача відділу організаційно-партійної і кадрової роботи ЦК КПЛ – обраний 1.12.1990